# Битка код Лугдунума
Битка код Лугдунума вођена је 19. фебруара 197. године у Галији између војски римских царева Септимија Севера и Клодија Албина. Део је године пет царева, а завршена је Северовом победом. По бројности војника представља највећу битку римских грађанских ратова.

## Битка
Северову заузетост борбама са Песценијем Нигером (битке код Кизика и Никеје) искористио је Клодије Албин да се 195. године искрца са својом армијом у Галији и покрене поход на Рим. Север је одмах кренуо са истока и прикупио огромну армију. Према Касију Диону обе војске бројале су 150.000, али је према проценама модерних историчара војника било два пута мање. У сваком случају, ово је највећа битка римских грађанских ратова. Борбе су вођене два дана крајње неодлучно. На крају је Север остварио превагу захваљујући незнатно бољој коњици. Албин се након битке склонио у Лугдунум где се убио. Север је учврстио своју власт оснивајући нову династију.